# Август Филип (Шлезвиг-Холщайн-Зондербург-Бек)
Август Филип фон Шлезвиг-Холщайн-Зондербург-Бек (на немски: August Philipp Herzog von Schleswig-Holstein-Sonderburg-Beck; * 11 ноември 1612, Зондербург, днес Зондерборг, Sønderborg в Дания); † 6 май 1675, Бек, Северен Рейн-Вестфалия) е немско-датски принц от странична линия на Дом Олденбург, херцог на Олденбург, също херцог и основател на линията Шлезвиг-Холщайн-Зондербург-Бек (1627 – 1675). През 1633 г. на 21 години емигрира в Германия.

## Произход
Той е петият син на херцог Александер фон Шлезвиг-Холщайн-Зондербург (1573 – 1627) и Доротея фон Шварцбург-Зондерсхаузен (1579 – 1639), дъщеря на Йохан Гюнтер I фон Шварцбург-Зондерсхаузен.

## Фамилия
Първи брак: 19 януари 1645 г. в Делменхорст с Клара фон Олденбург (19 април 1606 – 19 януари 1647), дъщеря на граф Антон II фон Олденбург-Делменхорст и Сибила Елизабет фон Брауншвайг-Даненберг, дъщеря на херцог Хайнрих фон Брауншвайг-Даненберг. Бракът е бездетен.
Втори брак: юни 1649 г. със Сидония (10 юни 1611 – 1650), сестра на първата му съпруга. Те имат дъщеря:
- София Луиза (1650 – 1714), омъжена 1674 за граф Фридрих фон Липе-Браке (1638 – 1684)

Трети брак: 12 април 1651 г. в Бек с Мария Сибила фон Насау-Саарбрюкен (6 октомври 1628 – 9 април 1699), дъщеря на граф Вилхелм Лудвиг фон Насау-Саарбрюкен и маркграфиня Анна Амалия фон Баден-Дурлах, дъщеря на маркграф Георг Фридрих фон Баден-Дурлах. Те имат децата:
- Август (1652 – 1689), херцог на Шлезвиг-Холщайн-Зондербург-Бек, генералмайор в Бранденбург, женен 1676 за графиня Хедвиг Луиза фон Липе-Алвердисен (1650 – 1731), дъщеря на граф Филип I фон Шаумбург-Липе
- Фридрих Лудвиг (1653 – 1728), херцог на Шлезвиг-Холщайн-Зондербург-Бек (1719 – 1728), женен 1685 за принцеса Луиза Шарлота фон Шлезвиг-Холщайн-Зондербург-Августенбург (1658 – 1740)
- Доротея Амалия (1656 – 1739), омъжена 1686 за граф Филип Ернст I фон Липе-Алвердисен (1659 – 1723), син на Филип I фон Шаумбург-Липе
- София Елизабет (1658 – 1724)
- Вилхелмина Августа (1659 – като дете)
- Луиза Клара (1662 – 1729), монахиня в Ринтелн
- София Елеанора (1663 – 1724)
- Максимилиан Вилхелм (1664 – 1692)
- Антон Гюнтер (1666 – 1744), холандски генерал, губернатор на Лил, Ипер, от 1733 на Хертогенбос
- Ернст Казимир (1668 – 1695), женен за Мария Кристина фон Прьозинг цум Щайн († 8 март 1696)
- Карл Густав (*/† 16 февруари 1672)